# Cultura di Artenac

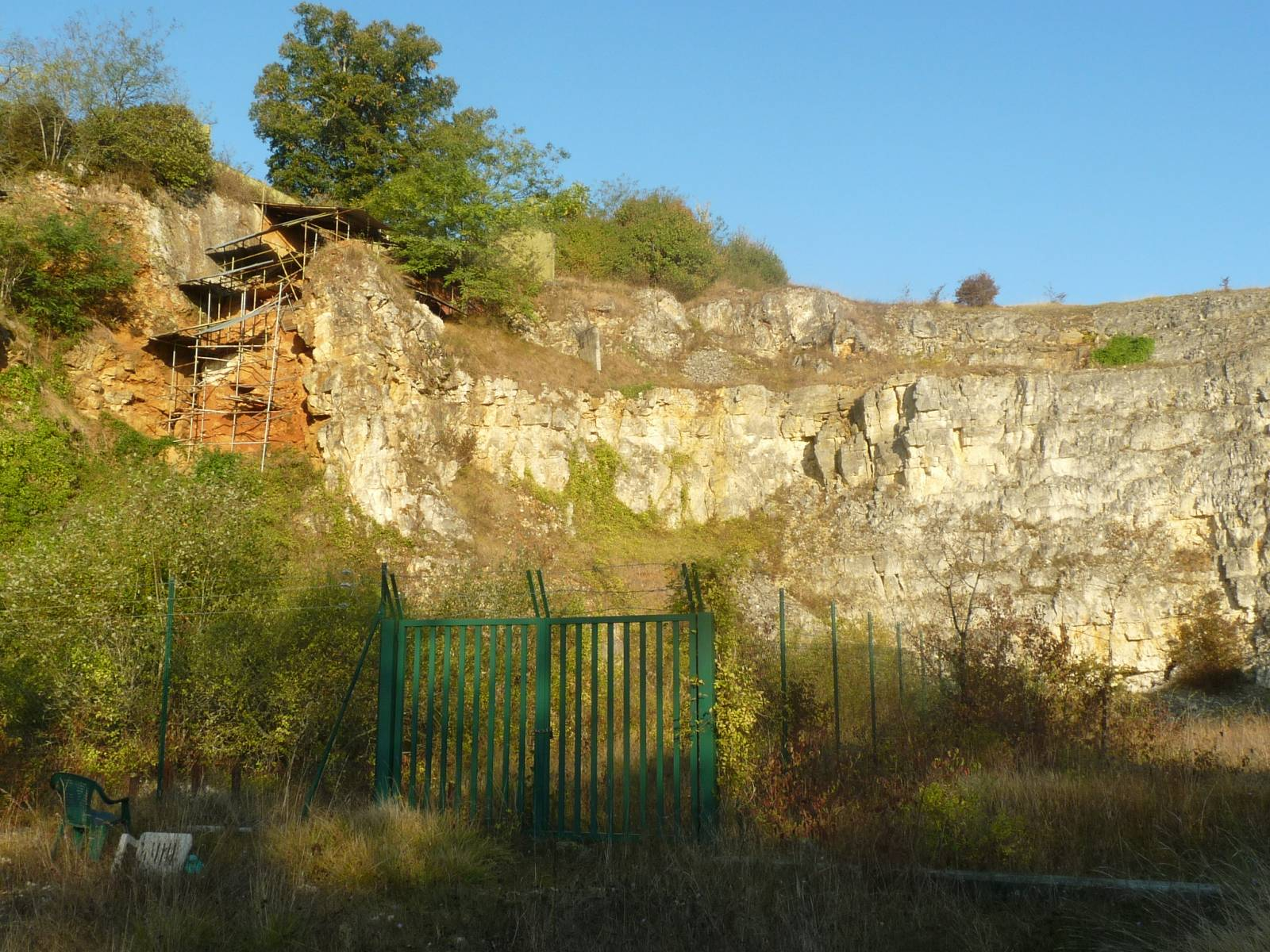
Grotta di Artenac, sito eponimo

La cultura di Artenac, che prende il nome dal sito di Artenac in Charente, apparve durante il Calcolitico (2800-2500 a.C. circa) e si diffuse nella Francia occidentale.
Per via del fatto di essere conosciuta soprattutto per la grande abbondanza di punte di freccia viene considerata una cultura di arcieri. Partecipò attivamente al fenomeno del megalitismo.
Gli insediamenti artenaci corrispondono spesso a siti difensivi naturali (speroni sbarrati) o a gruppi di grandi case in legno (lunghe almeno 50 metri) racchiuse in vasti recinti. Lo studio di questi insediamenti mostra che i loro occupanti praticavano principalmente l'allevamento del bestiame e la coltivazione di cereali. I depositi funerari rivelano rituali molto specifici (amuleti cranici, mutilazioni, fuochi rituali).
Tra gli artenaciani, l'uso del metallo era eccezionale, limitato all'uso di perle di rame importate da altri gruppi meridionali (cultura di Treilles). Gli artenaciani probabilmente non lavorarono mai il rame (così come l'argento e l'oro), e la transizione dalla cultura artenaciana all'antica età del bronzo rimane poco compresa.
Recenti studi archeologici attestano un contatto con la cultura del vaso campaniforme, tra il 2500 e il 2200 a.C. Questa cultura ebbe una diffusione più ampia (dalla penisola iberica alle isole britanniche e alla Vistola). Queste prime popolazioni dedite alla lavorazione dei metalli influenzarono la cultura artenaciana, come testimoniano le decorazioni delle ceramiche.

## Galleria d'immagini

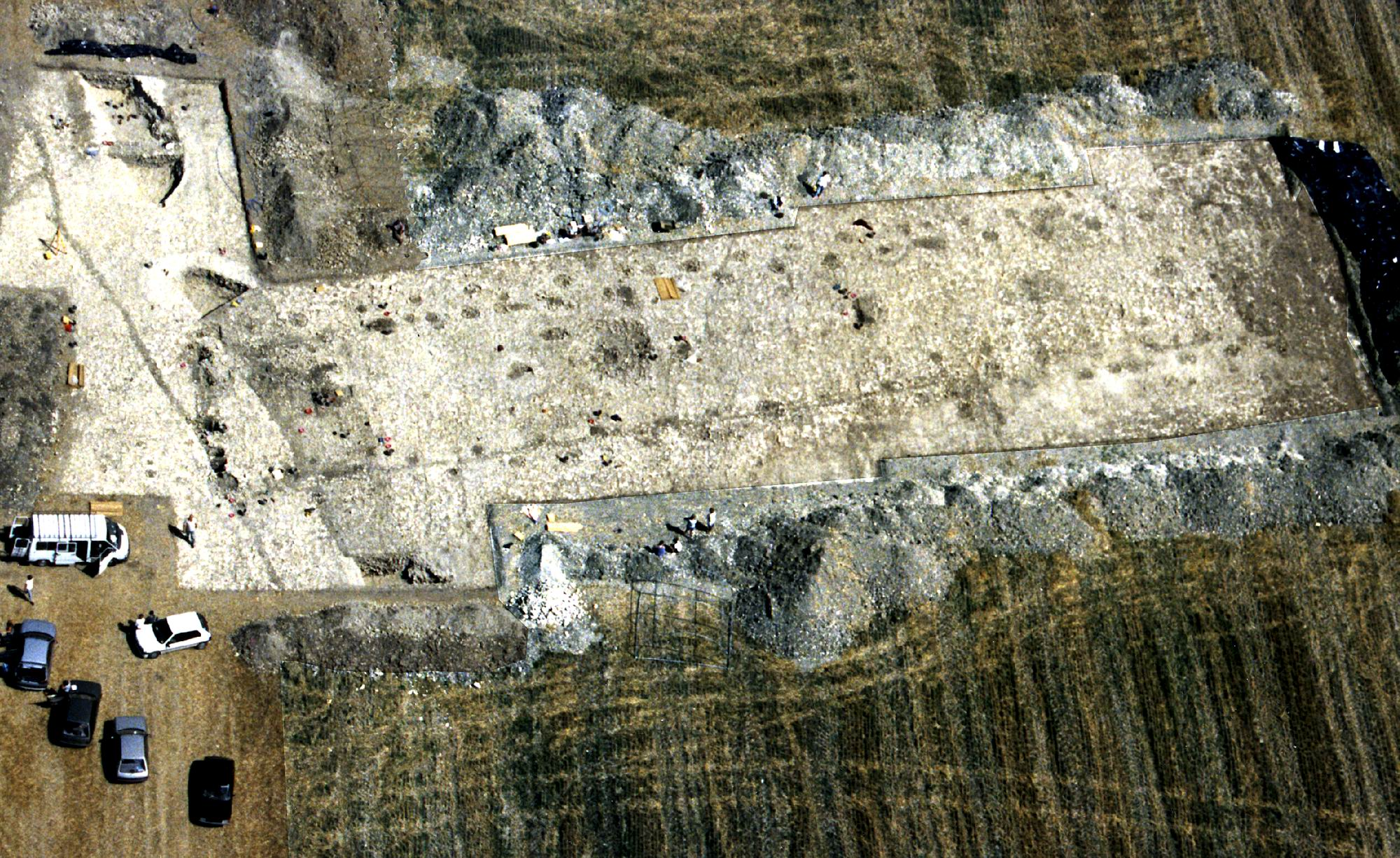
Resti di un grande edificio presso Challignac
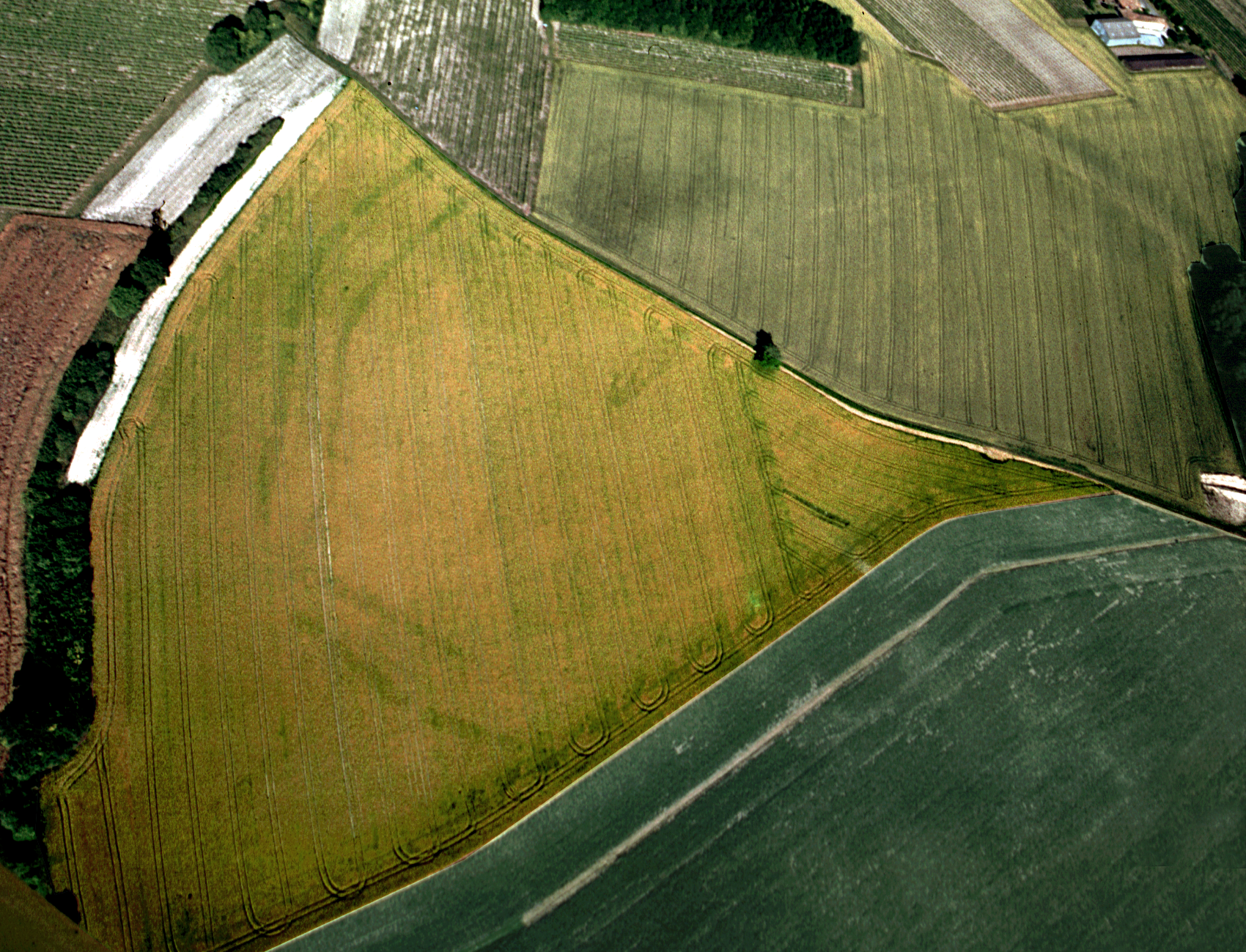
Insediamento di Challignac
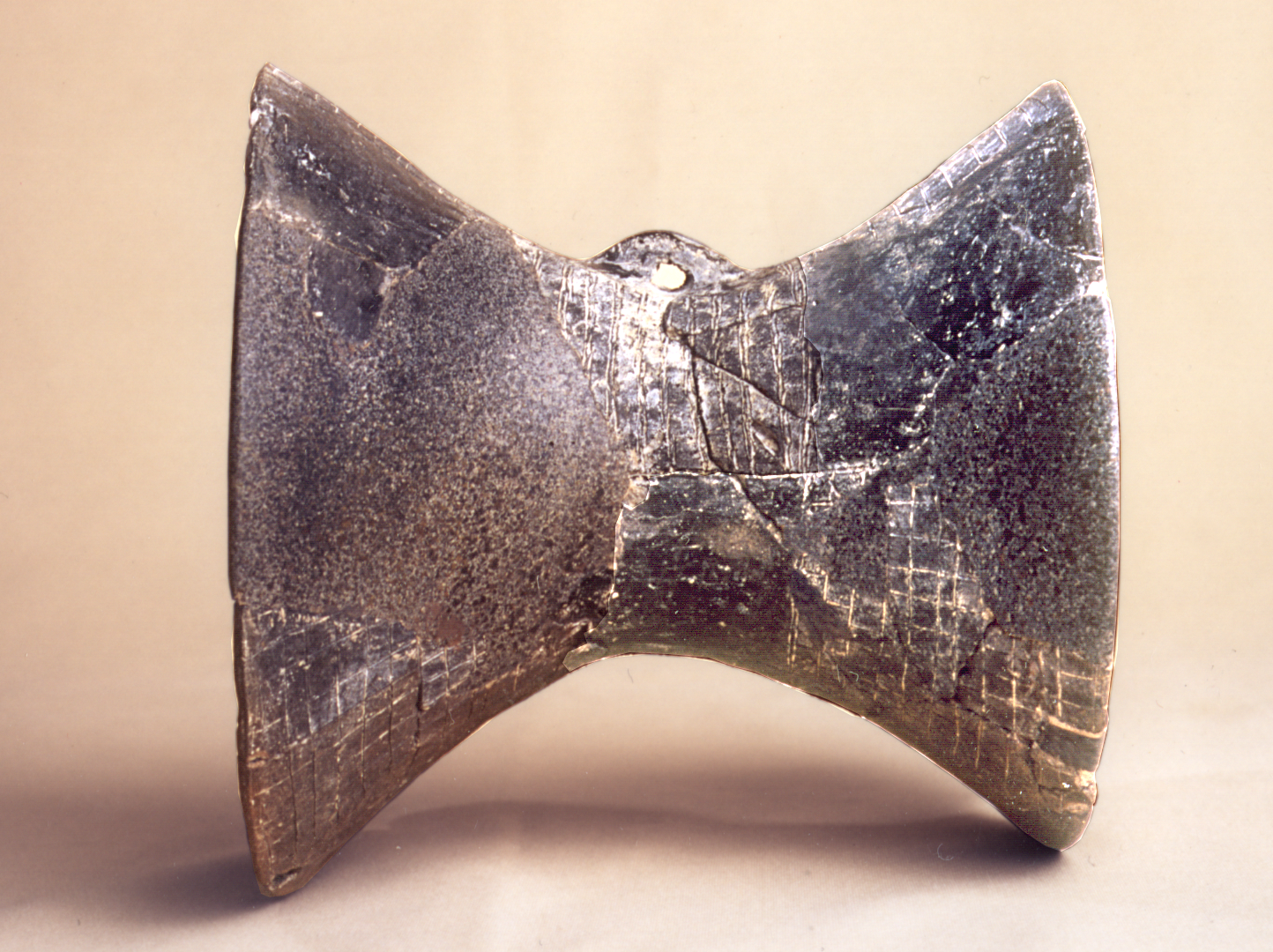
Ceramica
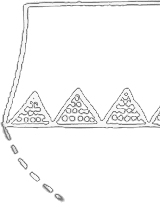